# Тории Киёхиро

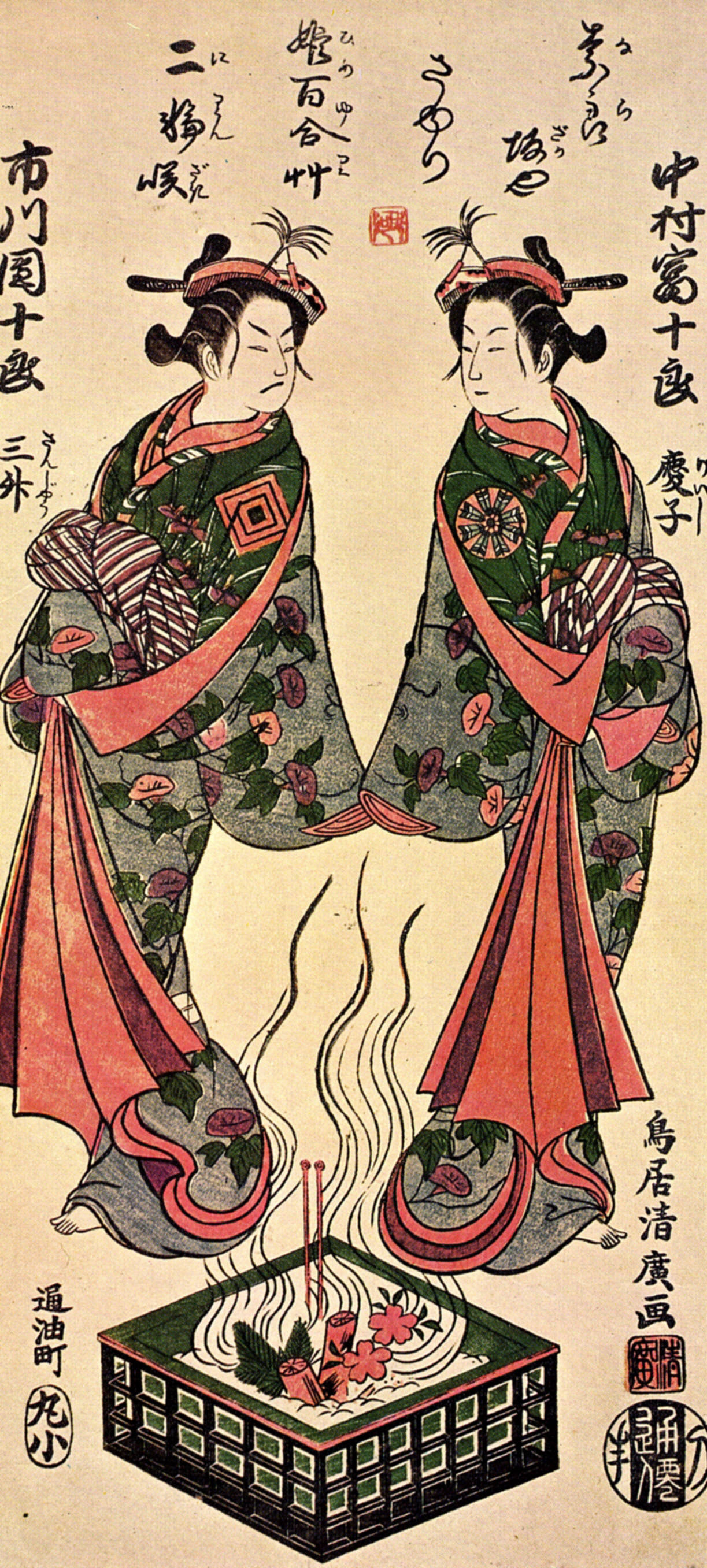
Тории Киёхиро. Актёры кабуки Итикава Дандзюро IV и Накамура Томидзюро I.

Тории Киёхиро (яп. 鳥居清広, годы творчества 1737—1776) — японский художник, мастер укиё-э из династии Тории.

## Биография и творчество
О жизни Тории Киёхиро осталось мало сведений. Предполагается, что в 1763 году он поступил в ученики к Тории Киёмицу. Однако в его работах прослеживается влияние таких художников, как Тории Киёмасу и Исикава Тоёнобу. В противоположность традиции школы Тории в изображении актёров Тории Киёхиро знаменит своими красавицами. Сюжетами его жанровых гравюр были бытовые сцены с девушками и юношами. Тории Киёхиро пользовался техниками бэнидзури (двух-трёхцветная печать) и никухицуга (живопись кистью по бумаге или шёлку). В 1750—1760 годах он выпустил великолепные полихромные гравюры, используя нежные оттенки розового зеленого цветов. Художник знаменит также своими книжными иллюстрациями и картинками в жанре абуна-э (эротические гравюры).